# 88 Девы
88 Девы (лат. 88 Virginis), HD 120235 — двойная звезда в созвездии Девы на расстоянии приблизительно 415 световых лет (около 127 парсек) от Солнца. Визуальная звёздная величина звезды — +6,578m.

## Характеристики
Первый компонент — оранжевый гигант спектрального класса K0III, или K0. Масса — около 2,552 солнечной, радиус — около 8,58 солнечного, светимость — около 39,261 солнечной. Эффективная температура — около 5094 K.
Второй компонент — коричневый карлик. Масса — около 42,5 юпитерианской. Удалён в среднем на 2,044 а.е..